# Atschit
Atschit (russisch Ачи́т) ist eine Siedlung städtischen Typs in der Oblast Swerdlowsk in Russland mit 4948 Einwohnern (Stand 14. Oktober 2010).

## Geographie
Der Ort liegt gut 160 km Luftlinie westlich des Oblastverwaltungszentrums Jekaterinburg an der Westflanke des Ural. Er befindet sich am Oberlauf des gleichnamigen Flüsschens (auch Atschitka), das 12 km südlich in die Bissert mündet, und diese wiederum wenig später von rechts in die Ufa.
Atschit ist Verwaltungszentrum des Stadtkreises Atschit, zu dem insgesamt 52 Dörfer und ländliche Siedlungen gehören. Die Siedlung ist gemeindefrei, da es die entsprechende Verwaltungsebene (hier Stadtgemeinde/gorodskoje posselenije), wie in Stadtkreisen in Russland üblich, nicht gibt.

## Geschichte
Der Ort geht auf eine 1735 errichtete Festung zurück, die dem Schutz der Bergwerke und metallurgischen Werke des mittleren Ural vor Angriffen der südlich – in dieser Zeit halbnomadisch – lebenden Völker, wie Baschkiren, dienen sollte. Mit der Festigung der russischen Herrschaft in der Region verlor der Ort spätestens nach der Niederschlagung des Pugatschow-Aufstandes 1775 seine militärische Bedeutung.
Am 27. Februar 1924 wurde Atschit Verwaltungssitz eines nach ihm benannten Rajons, die zwischenzeitlich zweimal aufgelöst und an den Krasnoufimski rajon angeschlossen wurde (1. Januar 1932 bis 25. Januar 1935 und 1. Februar 1963 bis 30. Dezember 1966). Zum 1. Januar 2006 wurde der Rajon in einen Stadtkreis umgewandelt. Seit 1968 besitzt Atschit den Status einer Siedlung städtischen Typs.

### Bevölkerungsentwicklung
| Jahr | Einwohner |
| ---- | --------- |
| 1939 | 3585      |
| 1959 | 4320      |
| 1970 | 4334      |
| 1979 | 4607      |
| 1989 | 5565      |
| 2002 | 5120      |
| 2010 | 4948      |

Anmerkung: Volkszählungsdaten

## Verkehr
Südlich an Atschit führt die föderale Fernstraße R243 vorbei, an die sich die M12 Wostok anschließt. Dort zweigt in südlicher Richtung die Regionalstraße 65K-0409 (ehemals R350) in die 20 km entfernte Stadt Krasnoufimsk ab, weiter nach Messjagutowo in der benachbarten Republik Baschkortostan.
Knapp 15 km südöstlich befindet sich bei der Siedlung Ufimski die nächstgelegene Bahnstation Ufimka bei Kilometer 1458 der Strecke Moskau – Kasan – Jekaterinburg, die auf diesem Abschnitt 1924 eröffnet wurde und seit 1980 elektrifiziert ist.